# Сеутский залив
Сеу́тский залив (исп. Ensenada de Ceuta) — залив на крайнем западе моря Альборан в западной части Средиземного моря. Вдается в восточное побережье крайнего севера Марокко южнее Сеуты. Береговая линия залива слабо изрезана. Бухты: Альмадраба, Сарчал, Фнидек. Бо́льшая часть Сеутского залива относится к внутренним водам Марокко, кроме северной — прилегающей к полуэксклаву Испании.
Сеутский залив простирается в меридиональном направлении более чем на 23 км: от мыса Альмина — на севере, до мыса Кабо-Негро — на юге; вдаваясь в сушу примерно на 6,5 км. В прибрежной части залива, шириной около километра, множество подводных и надводных скал.
На севере Сеутский залив через канал из вершины бухты Альмадраба соединяется с акваторией порта Сеутской бухты.
На западном и южном побережье Сеутского залива обустроено несколько гаваней и портов подле наиболее крупных населённых пунктов, таких как Мдик и Фнидек.